# Swipe Me
Swipe Me er debutalbummet fra den danske trance-duo Barcode Brothers. Det blev udgivet d. 11. august 2000.

## Spor
| #   | Titel                   | Længde |
| --- | ----------------------- | ------ |
| 1.  | "Intro"                 | 0:44   |
| 2.  | "Dooh Dooh"             | 3:51   |
| 3.  | "Tele"                  | 3:27   |
| 4.  | "It's a Fine Day"       | 3:52   |
| 5.  | "Interlude - Swing"     | 0:57   |
| 6.  | "Heartbeat"             | 3:13   |
| 7.  | "Flute"                 | 4:44   |
| 8.  | "Wake Up"               | 3:49   |
| 9.  | "Interlude - Electro"   | 1:27   |
| 10. | "Keep Me From the Rain" | 3:34   |
| 11. | "Train"                 | 4:11   |
| 12. | "Interlude - Beatbox"   | 0:48   |
| 13. | "Ambient"               | 4:46   |
| 14. | "Goodnight"             | 3:21   |
| 15. | "Outro"                 | 1:26   |

## Hitliste
| Hitliste (2000)        | Højeste placering |
| ---------------------- | ----------------- |
| Danmark (Album Top-40) | 3                 |